# ژولونا
ژولونا (انگلیسی: Jolana) شرکت تجهیزات موسیقی در جمهوری چک است، که در سال ۱۹۵۹ تأسیس شد.